# Arctostaphylocoris manzanitae
Arctostaphylocoris manzanitae är en insektsart som först beskrevs av Knight 1964.  Arctostaphylocoris manzanitae ingår i släktet Arctostaphylocoris och familjen ängsskinnbaggar. Inga underarter finns listade i Catalogue of Life.